# PICO
Pour les articles homonymes, voir Pico (homonymie).
PICO est une expérience de recherche en physique visant la détection directe de matière sombre, utilisant des détecteurs à bulles. Elle fut formée en 2013 par l'union des expériences PICASSO et COUPP. Elle est située au laboratoire SNOLAB à Grand Sudbury en Ontario, et la collaboration regroupe des chercheurs de partout dans le monde.

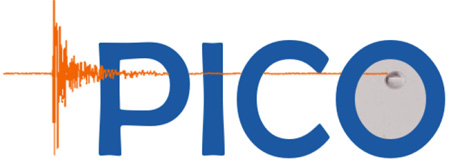
Logo de PICO

## Collaboration
La collaboration PICO regroupe des chercheurs du Canada (Université de Montréal, Université de Toronto, Queen's University, Université Laurentienne, Université de l'Alberta, SNOLAB), des États-Unis (Université de Chicago, Université Northwestern, Fermilab, Université de l'Indiana, Université Drexel, Virginia Tech), du Mexique (Université nationale autonome du Mexique), de la République tchèque (Université technique de Prague), de l'Italie (Université polytechnique de Valence) et de l'Inde (Saha Institute of Nuclear Physics).

## Principe
L'expérience PICO utilise des détecteurs à bulles (ou chambres à bulles) remplis d'un fréon liquide en état de surchauffe. Lorsqu'une quantité suffisante d'énergie est déposée suffisamment localement dans le détecteur, le fréon surchauffé subit une transition de phase et une bulle de gaz se forme. La formation d'une bulle crée une onde de choc acoustique qui est captée par des senseurs piézoélectriques, pour pouvoir être par la suite analysée. Les détecteurs PICO sont surtout sensibles à la présence de neutrons et de rayons gamma. En effectuant des mesures d'étalonnage avec ces types de particules et en analysant la réponse des détecteurs, on peut être en mesure de les discriminer des signaux de particules de matière sombre, telles que les WIMP.

## Détecteurs
L'expérience PICO compte plusieurs détecteurs de différentes tailles : PICO-60 (40L), PICO-2L (2L) et de multiples chambres d'étalonnage telles PICO-0.1 (~75mL). De futures chambres sont également en préparation.

## Résultats
Aucun signal de matière sombre n'a été détecté jusqu'à présent, mais des limites expérimentales sur la section efficace des WIMP ont été établies. PICO-60 a obtenu ses premiers résultats avec 36,8 kg de CF3I de masse active, avec une exposition de 92,8 jours. Une nouvelle série d'acquisition de données est en cours, utilisant du C3F8. PICO-2L a également obtenu de nouveaux résultats, avec 211,5 kg•jour d'exposition totale .